# Топунов Юрій Вікторович
Топунов Юрій Вікторович - поет, прозаїк, художник, бард, перекладач.

## Життєпис
Народився 6 грудня 1948 року в мальовничому куточку Чернігівської області, містечку Сосниця, що лежить в межиріччі Десни і Сейму, де пройшли його дитячі роки.  Освіта вища технічна, закінчив Херсонський філіал Одеського технологічного інституту ім. М.В.Ломоносова. Пройшов трудовий шлях від інженера-конструктора до головного інженера заводу.
Віхи творчого шляху Юрія Топунова стають помітними вже в 80-і роки минулого століття, коли він набуває популярність, як художник зі своїми персональними виставками живопису та графіки, а так само публічними лекціями про поезію. Великою популярністю користувалися графічні роботи за мотивами поезії Олександра Блока і Федеріко Гарсіа Лорки, а також  ілюстрації до роману Михайла Булгакова «Майстер і Маргарита». Міжнародної популярність набувають, ілюстровані їм книги: Олександр Блок. Вірші. Санкт-Петербург. 2013; Нора Крук. Я пишу по-англійськи про російський Китай. Серія ТОН «Ключ». 2013.  На ряду з образотворчим мистецтвом, в цей час Юрій Топунов почав писати вірші.   Так з'явилися  цикли: «Неоплатні рахунки», «Народження Афродіти», «Сни про Японію», «Ліки Вічності», «Вантаж пам'яті» та ін. 
Поетичний діапазон автора простягається від трьохрядкових хокку до балад, поем і вінків сонетів.  У той же час, він починає працювати над прозою. 
З'являються повісті, оповідання, романи. Особливо слід відзначити цикл оповідань, присвячених рідному місту Херсону, «Херсонські розповіді». 
Юрій Топунов є автором книг: «Велика містерія Таврики», «Вірші для голосу з гітарою», «Народжуються поети в небесах». 
У співавторстві з друзями з Творчого об'єднання незалежних «Ключ» видаються книги «З Херсонським акцентом», «Херсону та Миру», «Дзвони скляного лісу». 
Здійснено поетичні переклади з німецької та видана книга-білінгва «Іноді я бачу зірки» німецького поета Бернхарда Лірхаймера.
Крім того, його поезію і прозу публікують такі відомі видання, як «Літопис Причорномор'я», «Інтелігент. Санкт Петербург», «Інтелігент. Москва», «Інтелігент. USA», «Ковчег. Ростов-на-Дону », «45-я паралель», «Австралійська мозаїка», «Islands. New York».
В даний час поет, бард, художник живе і працює в місті Херсоні.

## Видання
- Топунов Ю. В. Стихи для голоса с гитарой [Текст]/ Ю.В. Топунов. Кн.1: Неоплатные счета. Херсон. – 2012. – 107с.: ил.
- Топунов Ю. В. Стихи для голоса с гитарой [Текст]/ Ю.В. Топунов. Кн.2: Падающие звёзды. Херсон,  - 2012 – 96с.: ил.
- Топунов Ю. В. Великая мистерия таврики [Текст]  Санкт – Петербург  1997
- Топунов Ю. В. Херсону и Миру. Рассказы [Текст]/ Н. Крофтс, Ю. Топунов  Творческое объединение независимых «Ключ». Херсон. – 2012
- Топунов Ю. В. Мой город. Монологи на тему [Текст]/ Ю.В. Топунов. - Творческое объединение независимых «Ключ». Херсон. – 2001
- Топунов Ю. В. Рождаются поэты в небесах... [Текст] Херсон. - 2011 - 72с.: ил.